# Trenčianska Turná
Trenčianska Turná (hongrois : Tornyos) est un village de Slovaquie situé dans la région de Trenčín.

## Histoire
La première mention écrite du village date de 1269.

## Démographie

### Évolution de la population
| Année:               | 1994. | 2004.    | 2014.    | 2024.    |
| -------------------- | ----- | -------- | -------- | -------- |
| Nombre de personnes: | 2464  | 2743     | 3170     | 3561     |
| Différence:          |       | +11,32 % | +15,56 % | +12,33 % |

| Année:               | 2023. | 2024.   |
| -------------------- | ----- | ------- |
| Nombre de personnes: | 3540  | 3561    |
| Différence:          |       | +0,59 % |